# Valdis Valters
Valdis Valters (ur. 4 sierpnia 1957 w Rydze) – łotewski koszykarz występujący na pozycji rozgrywającego, reprezentant Związku Radzieckiego.
Z kadrą ZSRR tą zdobył złoty i srebrny medal na mistrzostwach świata oraz dwa złote, srebrny i brązowy medal na mistrzostwach Europy. Na mistrzostwach Europy w 1981 roku zdobył tytuł MVP turnieju. Został również wybrany najlepszym rozgrywającym mistrzostw Europy w 1985 roku.
Aktualnie Valdis Valters jest trenerem koszykówki na Łotwie i prowadzi zespół BK VEF Ryga. Jest również założycielem szkoły Valtera Basketbola Skola (VBS), znanej również jako Ķeizarmežs.

## Osiągnięcia
Reprezentacja
- Mistrzostwa świata w koszykówce mężczyzn
  - Mistrzostwa Świata w Koszykówce Mężczyzn 1982 – złoty medal
  - Mistrzostwa Świata w Koszykówce Mężczyzn 1986 – brązowy medal
- Mistrzostwa Europy w koszykówce mężczyzn
  - Mistrzostwa Europy w Koszykówce 1981 – złoty medal, MVP turnieju
  - Mistrzostwa Europy w Koszykówce 1985 – złoty medal, najlepszy rozgrywający turnieju
  - Mistrzostwa Europy w Koszykówce 1987 – srebrny medal
  - Mistrzostwa Europy w Koszykówce 1983 – brązowy medal
- 2-krotnie wybrany do składu All-Tournament Team podczas mistrzostw Europy (1981, 1985)

Indywidualne
- Lider ligi łotewskiej w:
  - asystach (1994)
  - przechwytach (1992)